# Hallie Champlin
Pour les articles homonymes, voir Champlin.
Hallie Champlin, née le 1er octobre 1872 et morte le 19 décembre 1935 à Manhattan, est une joueuse de tennis américaine du début du XXe siècle.
Elle a notamment remporté en 1900 l'US Women's National Championship en double dames aux côtés d'Edith Parker.

## Palmarès (partiel)

### Titres en double dames
| No | Date       | Nom et lieu du tournoi                 | Catégorie | Surface      | Partenaire   | Finalistes                     | Score         |          |
| -- | ---------- | -------------------------------------- | --------- | ------------ | ------------ | ------------------------------ | ------------- | -------- |
| 1  | 19/06/1900 | US National Championships Philadelphie | G. Chelem | Gazon (ext.) | Edith Parker | Myrtle McAteer Marie Wimer     | 9-7, 6-2, 6-2 | Parcours |
| 2  | 1902       | Cincinnati tournament Cincinnati       |           | Dur (ext.)   | Maud Banks   | Winona Closterman Carrie Neely | 6-2, 7-5      |          |

## Parcours en Grand Chelem (partiel)
Si l’expression « Grand Chelem » désigne classiquement les quatre tournois les plus importants de l’histoire du tennis, elle n'est utilisée pour la première fois qu'en 1933, et n'acquiert la plénitude de son sens que peu à peu à partir des années 1950.

### En simple dames
| Année | - | - | Championnat de France | Championnat de France | Wimbledon | Wimbledon | US National   | US National  |
| 1899  | - | - | -                     | -                     | -         | -         | 1/4 de finale | Marion Jones |
| 1900  | - | - | -                     | -                     | -         | -         | 1/4 de finale | Edith Parker |

À droite du résultat, l’ultime adversaire.

### En double dames
| Année | - | - | Championnat de France | Championnat de France | Wimbledon | Wimbledon | US National             | US National            |
| 1899  | - | - | -                     | -                     | -         | -         | 1/2 finale Edith Parker | Jane Craven M. McAteer |
| 1900  | - | - | -                     | -                     | -         | -         | Victoire Edith Parker   | M. McAteer Marie Wimer |

Sous le résultat, la partenaire ; à droite, l’ultime équipe adverse.